# Pseudacraea hegemone
Pseudacraea hegemone är en fjärilsart som beskrevs av Jean Baptiste Godart. Pseudacraea hegemone ingår i släktet Pseudacraea och familjen praktfjärilar. Inga underarter finns listade i Catalogue of Life.